# Pamětní cena Astrid Lindgrenové za literaturu
Pamětní cena Astrid Lindgrenové za literaturu (švédsky Litteraturpriset till Astrid Lindgrens minne), je literární cena, kterou ustanovila po smrti Astrid Lindgrenové v roce 2002 švédská vláda a je od roku 2003 udělována autorům z celého světa. Tim se liší od starší literární ceny, která v názvu rovněž obsahuje jméno této švédské spisovatelky a kterou založilo v roce 1967 nakladatelství Rabén & Sjögren (od roku 1998 je součást nakladatelství Norstedts Förlag) a je udělována výhradně švédským autorům literatury pro děti a mládež.
S udělením Pamětní ceny Astrid Lindgrenové za literaturu je spojena také finanční odměna 5 miliónů SEK, která je nejvyšší mezi cenami v oblasti dětské literatury a jedna z nejvyšších mezi všemi literárními cenami na světě. Roční náklady spojené s udělováním této ceny financuje švédská vláda z daňových příjmů.

## Nominační proces
Cena je každoročně udělována jedné nebo více žijícím osobnostem a také existujícím institucím.  V případě osob by mělo jít o autory, ilustrátory, ústní vypravěče a propagátory čtení, jejichž dílo je velmi kvalitní a v duchu Astrid Lindgrenové. Institucím je cena udělována za dlouhodobou prospěšnou práci pro dětskou literaturu. Cílem udílení cen je zvýšit zájem o literaturu pro děti a mládež a podporovat práva dětí na kvalitní kulturu.
Cenu spravuje Švédská umělecká rada financovaná výhradně ústřední vládou, cena je nazývána „Cena švédského lidu světu“. Slavnostnímu předávání cen předsedá švédská korunní princezna Viktorie. Laureáty ceny vybírá porota s rozsáhlými odbornými znalostmi na mezinárodní úrovni v oblasti literatury pro děti a mládež, podpory čtení a práv dětí. Jejími dvanácti členy jsou autoři, literární kritici a vědci, ilustrátoři a knihovníci. Jeden člen zastupuje rodinu Astrid Lindgrenové. Příprava na další ročník udělování cen začíná nejpozději v prosinci přibližně 9 měsíců před vyhlášením nominací, 15 měsíců před vyhlášením vítěze a 18 měsíců před slavnostním předáním cen.

## Nositelé ceny
Jak již bylo uvedeno, cenu může vedle osob získat také instituce. Do roku 2023 byla takto cena udělena třikrát (2007, 2009 a 2015). V jednom roce také může být cena udělena více osobám, zatím se tak stalo v roce 2003 a 2005 (vždy dvě osoby). Někteří vyznamenaní již dříve také obdrželi mnohem starší Cenu Hanse Christiana Andersena (která je udělována od roku 1956 a zlatou medaili předává vyznamenaným dánská královna). Do roku 2023 existuje pět autorů, kteří získali obě ceny (a samotná Astrid Lindgrenová získala Cenu Hanse Christiana Andersena v roce 1958).
| Rok  | Autor nebo instituce                                                     | Země                  | Ref                  |
| ---- | ------------------------------------------------------------------------ | --------------------- | -------------------- |
| 2003 | Christine Nöstlingerová: spisovatelka                                    | Rakousko              |                      |
| 2003 | Maurice Sendak: spisovatel a ilustrátor                                  | USA                   |                      |
| 2004 | Lygia Bojunga Nunesová: spisovatelka                                     | Brazíle               |                      |
| 2005 | Ryōji Arai: ilustrátor                                                   | Japonsko              |                      |
| 2005 | Philip Pullman: spisovatel                                               | UK                    |                      |
| 2006 | Katherine Patersonová: spisovatelka                                      | USA                   | [ 10 ]               |
| 2007 | Banco del Libro: nezisková organizace na podporu dětské literatury       | Venezuela             | [ 11 ]               |
| 2008 | Sonya Hartnettová: spisovatelka                                          | Austrálie             | [ 12 ]               |
| 2009 | Tamer Institute for Community Education: nezisková vzdělávací organizace | Palestina             | [ 13 ]               |
| 2010 | Kitty Crowtherová: spisovatelka a ilustrátorka                           | Belgie                | [ 14 ]               |
| 2011 | Shaun Tan: ilustrátor, spisovatel, filmař                                | Austrálie             | [ 15 ] [ 16 ]        |
| 2012 | Guus Kuijer: spisovatel                                                  | Nizozemí              | [ 17 ] [ 18 ] [ 19 ] |
| 2013 | Isol (Marisol Misenta): autorka obrázkových knih pro děti                | Argentina             | [ 20 ] [ 21 ] [ 22 ] |
| 2014 | Barbro Lindgrenová: spisovatelka                                         | Švédsko               | [ 23 ] [ 24 ]        |
| 2015 | PRAESA: vzdělávací organizace při Univerzitě v Kapském Městě             | Jihoafrická republika | [ 25 ] [ 26 ]        |
| 2016 | Meg Rosoffová: americká spisovatelka žijící ve Spojeném království       | USA/UK                | [ 27 ] [ 28 ]        |
| 2017 | Wolf Erlbruch: ilustrátor a spisovatel                                   | Německo               | [ 29 ] [ 30 ] [ 31 ] |
| 2018 | Jacqueline Woodsonová                                                    | USA                   | [ 32 ] [ 33 ]        |
| 2019 | Bart Moeyaert: spisovatel                                                | Belgie                | [ 34 ] [ 35 ] [ 36 ] |
| 2020 | Baek Hee-Na: ilustrátorka, spisovatelka a animátorka                     | Jižní Korea           | [ 37 ] [ 38 ]        |
| 2021 | Jean-Claude Mourlevat: spisovatel                                        | Francie               | [ 39 ]               |
| 2022 | Eva Lindströmová: ilustrátorka a spisovatelka                            | Švédsko               | [ 40 ]               |
| 2023 | Laurie Halse Andersonová: spisovatelka                                   | USA                   | [ 41 ] [ 42 ]        |

## Fotogalerie

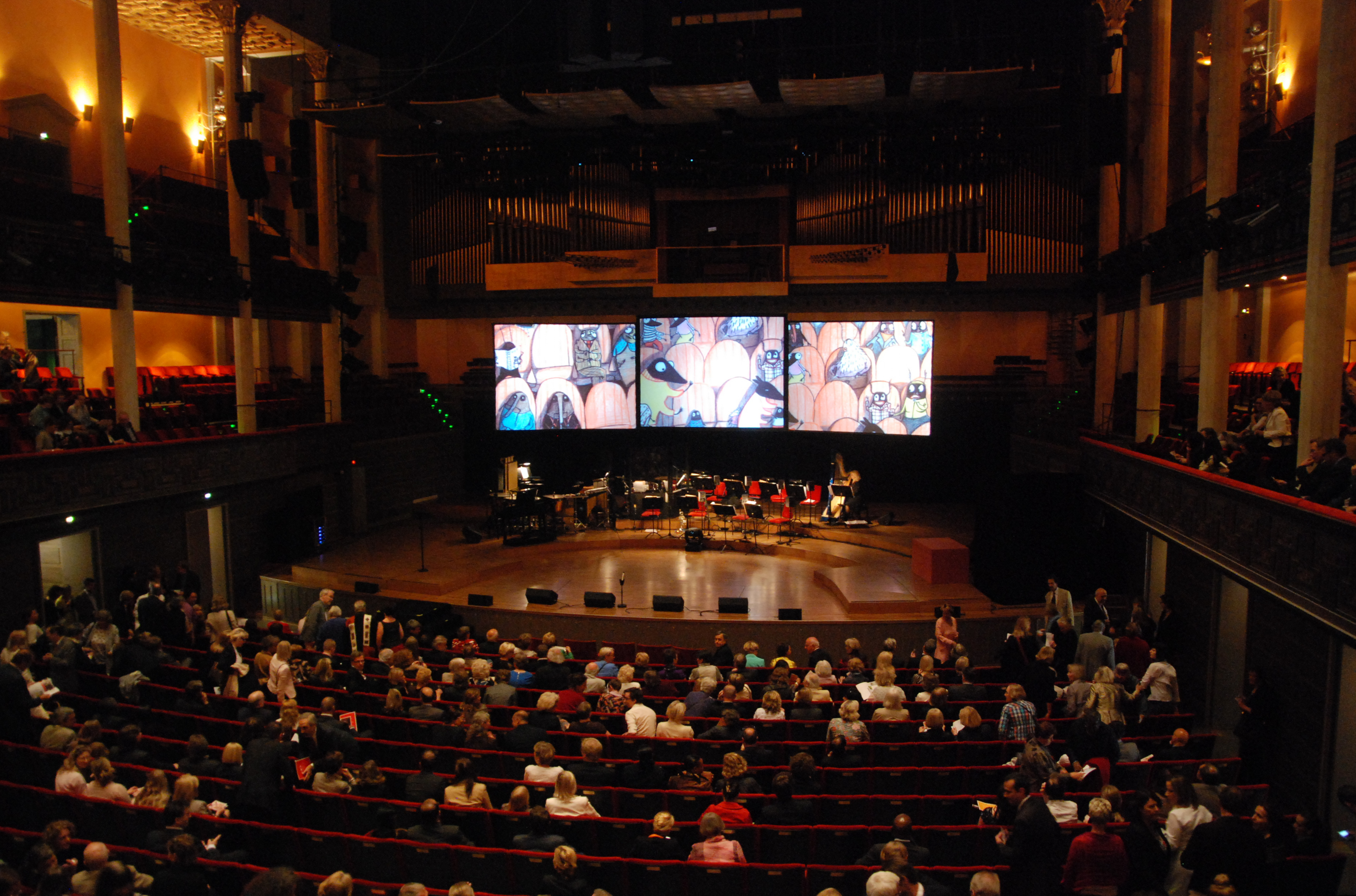
Slavnostní ceremoniál 2010
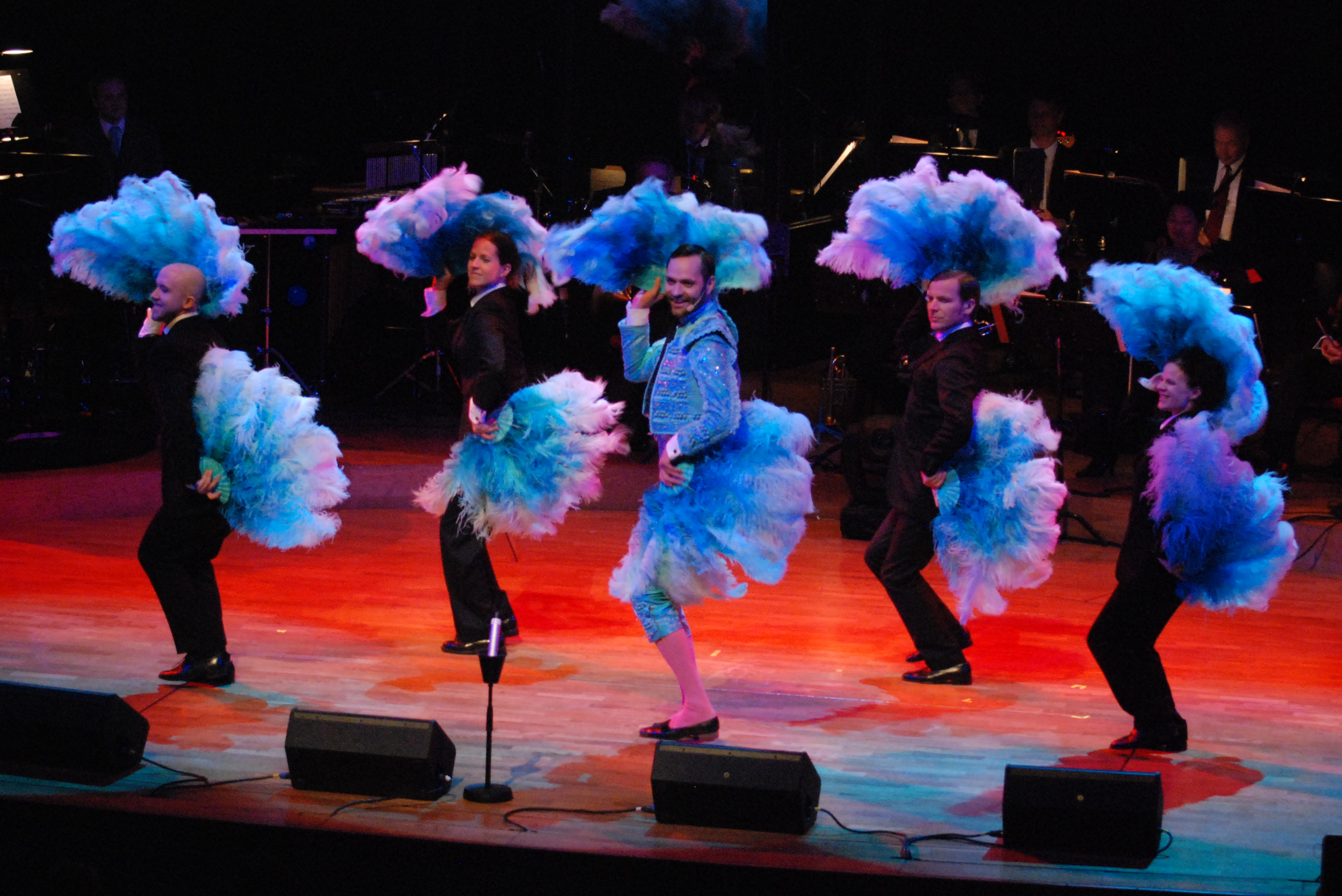
Doprovodný program (2010)
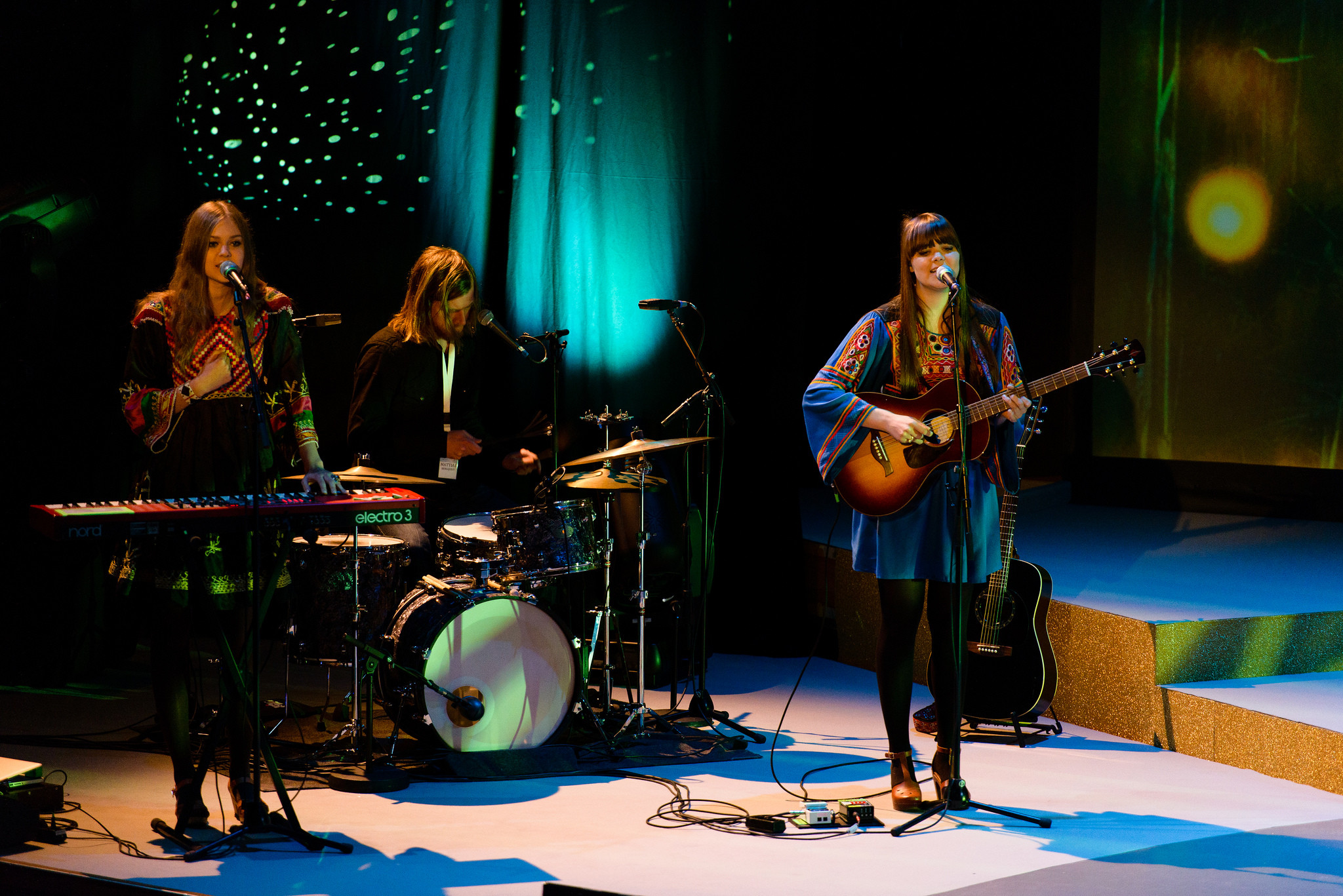
Doprovodný program (2012)
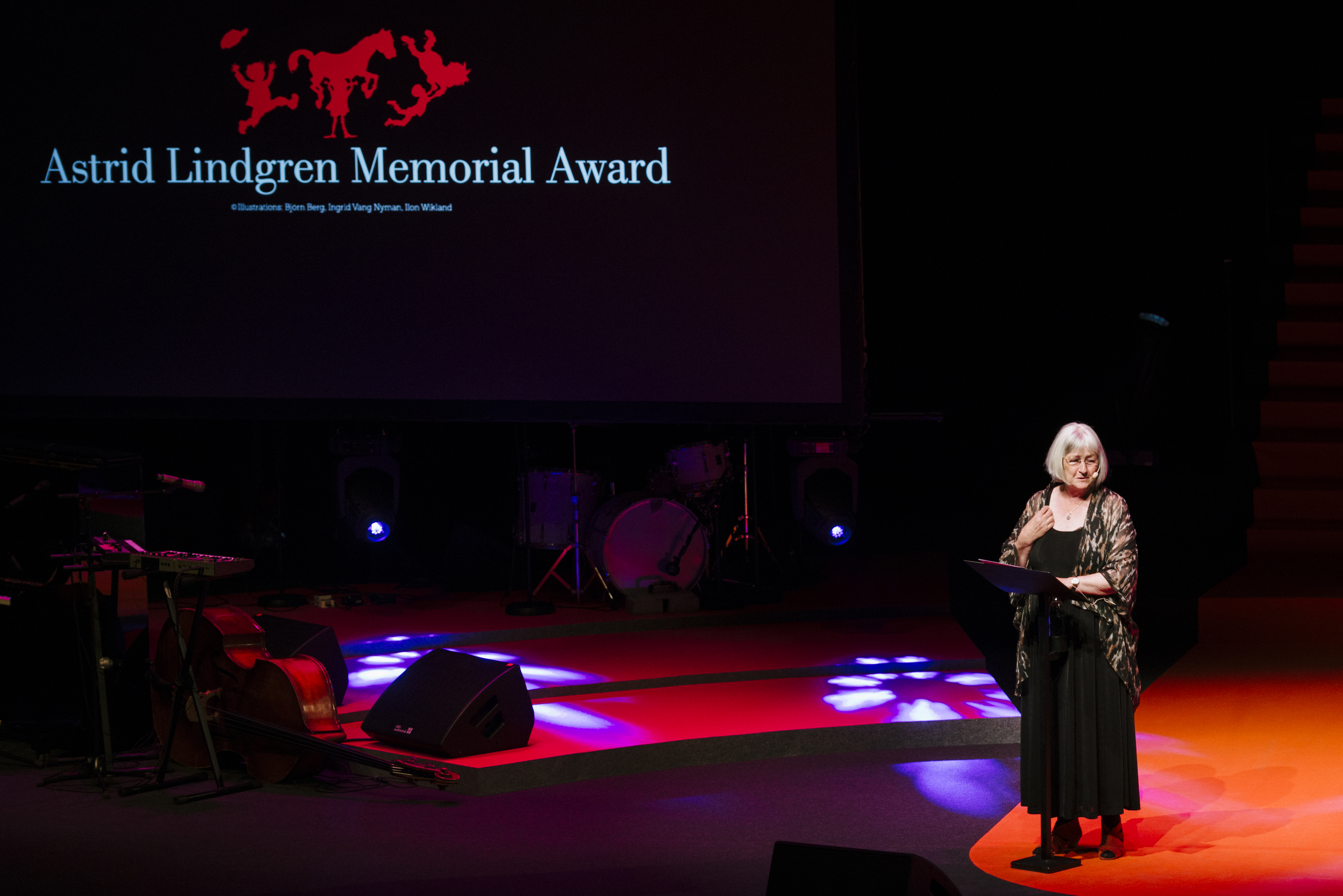
Slavnostní ceremoniál 2014